# The voice of Holland
The voice of Holland (afgekort TVOH of The Voice) is een Nederlandse zangtalentenjacht die op 17 september 2010 in première ging bij de commerciële televisiezender RTL 4. Het programma werd bedacht door John de Mol en Roel van Velzen voor Talpa en groeide uit tot een wereldwijd succesformaat onder de naam The Voice. Op 15 januari 2022 werden de uitzendingen voor onbepaalde tijd stilgelegd vanwege aantijgingen van seksueel grensoverschrijdend gedrag en machtsmisbruik binnen de productie. In januari 2025 bevestigde RTL dat de casting voor een nieuw seizoen was gestart.
De officiële terugkeer van het tv-programma staat gepland voor januari 2026.

## Ontwikkeling en productie
The voice of Holland is de eerste serie binnen de The Voice-franchise. De talentenjacht werd bedacht nadat RTL 4-baas Erland Galjaard aan John de Mol vroeg of hij een programmaformule kon bedenken die een stapje verder ging dan X Factor. Bij productiebedrijf Talpa begonnen De Mol en zijn team hierover te brainstormen. Het was uiteindelijk Roel van Velzen die met het idee kwam van de Blind Audition. De Mol bedacht vervolgens de draaiende stoelen. De coaches moesten topartiesten uit de muziekwereld zijn. Het zou de eerste grote talentenjacht worden, waar sociale media actief bij werd betrokken.
De talentenjacht werd op 31 maart 2010 gepresenteerd aan het grote publiek als The Voice. Er werd niets bekendgemaakt over de oorsprong van het programma en het gerucht ging dat het een Amerikaans format zou zijn. Dit bleek later een truc te zijn geweest om meer deelnemers aan te trekken. Op 17 augustus 2010 maakte De Mol bekend dat The Voice zijn eigen format was en werd de titel veranderd in The voice of Holland.
De titel The Voice is een eerbetoon aan de vader van John de Mol: zanger John de Mol sr., die ook wel de Nederlandse Frank Sinatra werd genoemd. Een bijnaam van Sinatra is 'The Voice'.
Voor de eindregie van het programma contracteerde De Mol een duo dat ook al verantwoordelijk was geweest voor Idols, X Factor en Popstars: Martijn Nieman en Jeroen van Zalk. Ook regisseur Sander Vahle werd aan boord gehaald.
Elk jaar in de eerste week van oktober vindt in Cannes de televisiebeurs MIPCOM plaats. Ook het format The Voice was hier vertegenwoordigd en werd door veel bedrijven en zenders als een grote hit beschouwd. Het format werd uiteindelijk wereldwijd in licentie gegeven.

## Programmaformule
In  het format zijn vooraf de productie-audities, dit zijn verschillende voorrondes waar geen tv-camera's bij zijn en de kandidaten voor The voice of Holland geselecteerd worden.
Daarna volgen de Blind Auditions. Elke kandidaat krijgt een liedje toegewezen en heeft op het podium twee minuten de tijd om de jury voor zich te winnen. Vier coaches zitten in een stoel met hun rug naar de kandidaten toe, zodat deze alleen kunnen worden beoordeeld op basis van hun zangkwaliteiten. Als een coach een zangstem goed genoeg vindt, drukt deze op de "I Want You"-knop, waarmee de coach aangeeft de kandidaat in het team te willen hebben. De stoel van de coach draait om naar het podium, zodat de coach de kandidaat kan zien. Minimaal één stoel dient te zijn omgedraaid om door te kunnen gaan naar de volgende ronde. De coaches kunnen aangeven waarom ze de kandidaat in hun team willen hebben. Wanneer er meerdere coaches omgedraaid zijn, kiest de kandidaat hier zelf een coach uit.
Tijdens en vlak voor de uitvoering van de Blind Auditions zijn er regelmatig korte opnamen te zien van fans van de kandidaat; meestal de partner, ouders, andere directe familieleden en eventueel vrienden die zich achter de schermen verzameld hebben en op een tv-scherm live meekijken naar de auditie. Zij worden begeleid door een presentator die enkele vragen aan hen stelt.
The Battles vinden plaats in een boksring. In The Battles heeft elke coach twee of drie kandidaten uit zijn team aan elkaar gekoppeld die tegen elkaar moeten strijden om een ronde verder te komen. Dit doen ze door samen een door de coach gekozen lied te zingen. Uit elke Battle kan er slechts één doorgaan en dit wordt beslist door het "dreamteam". Het "dreamteam" bestaat uit de coach zelf en een goede vriend of collega van de coach (in seizoen 1 twee goede vrienden of collega's). De kandidaat die uiteindelijk doorgaat, krijgt een plek in de liveshows.
Vanaf het vierde seizoen kunnen coaches een afvaller alsnog meenemen als de "steal". Elke coach kan maar één "steal" gebruiken per seizoen. Vanaf seizoen acht kunnen coaches onbeperkt "stealen'. Er kan echter maar één "gestealde" kandidaat door naar de volgende ronde. De "gestealde" kandidaat komt op een "hotseat" te zitten. Als er dan een nieuwe kandidaat "gesteald" wordt, gaat deze naar de "hotseat" en moet de kandidaat die daar al zit, alsnog vertrekken. Wie aan het eind van The Battles nog op de "hotseat" zit, gaat door naar de volgende ronde.
In de seizoenen 1 tot en met 5 gingen de kandidaten na The Battles direct door naar de liveshows. 
In seizoen 5 werd er een nieuw element aan de liveshows toegevoegd, "The Clash". Een coach zette telkens twee van zijn talenten tegenover elkaar. Zij mochten ieder twee liedjes uitkiezen die zij om en om ten gehore brachten in zeer korte uitvoeringen. Na vier liedjes bepaalde het publiek thuis, samen met de betreffende coach wie er door ging. In seizoen zes werd dit element weer geschrapt. 
Vanaf seizoen 6 zijn The Knockouts toegevoegd om het aantal kandidaten voor de liveshows terug te dringen. In deze fase zingen de kandidaten solo een lied. Naar aanleiding van hun optreden worden ze gerankt door hun eigen coach die ze op een van de stoelen plaatst. Mocht een coach twijfelen over de ranking van een kandidaat, dan mag er een challenge worden aangevraagd. De coach kan dan een optreden van een van zijn talenten terugluisteren om zo een weloverwogen beslissing te kunnen maken. De talenten die op de stoelen blijven zitten, gaan door naar de liveshows.
De liveshows worden live op RTL 4 en Radio 538 uitgezonden. De kandidaten worden gecoacht door hun coach en zingen in overleg met de coach een nummer. Het publiek thuis kan stemmen welke kandidaat afvalt. Van elke coach komen twee kandidaten in de sing-off die vervolgens hun nummer nog een keer zingen, waarbij de coach bepaalt welke kandidaat uit zijn team afvalt. In de laatste fase van de liveshows zijn er twee kandidaten per coach over. De coaches bepalen samen met het publiek thuis welke kandidaat er wordt geëlimineerd. De coach en het publiek thuis hebben ieder vijftig procent van de stemmen. Er blijft per coach één kandidaat over. Deze vier kandidaten gaan met elkaar de strijd aan in de finale. Het publiek kiest met behulp van televoting (bellen en sms'en) de winnaar en deze wordt dan benoemd tot "The voice of Holland".
In de seizoenen 2, 3, 4, 7, 8, 9 en 10 kunnen de kijkers via hun smartphone tijdens de Blind Auditions en The Battles voorspellen wie er doorgaat naar de volgende ronde en voor welke coach de kandidaten gaan kiezen. In seizoen vijf is de RedRoom app geïntroduceerd. Met deze app kan men de kandidaten volgen en meer over ze te weten komen. Ook kan men via de app muziek uit het programma streamen via Deezer.
Een nieuw element in seizoen 12 is The Comeback Stage. Afgevallen kandidaten krijgen de kans om opgepikt te worden door twee Comeback-coaches, die uiteindelijk vanaf de kwart finale, met één overgebleven Comeback-kandidaat, mee mogen dingen naar de winst. De coaches kunnen vanaf de Blind Auditions tot en met de liveshows afgevallen kandidaten aan hun team toevoegen.

## Seizoensoverzicht
Seizoen 1 overtrof de gemiddelde kijkcijferscore van Idols 1. Het tweede wist beter te scoren dan het eerste. Vanaf het derde seizoen zit the results (uitslagshow) in de reguliere aflevering, waardoor het aantal afleveringen lager ligt dan in de eerste twee seizoenen.
| Seizoen | Startdatum        | Einddatum        | Afleveringen (incl. the results) | Gem. kijkercijfers (incl. the results) |
| ------- | ----------------- | ---------------- | -------------------------------- | -------------------------------------- |
| 1       | 17 september 2010 | 21 januari 2011  | 27                               | 2,53 miljoen                           |
| 2       | 23 september 2011 | 20 januari 2012  | 25                               | 3,03 miljoen                           |
| 3       | 24 augustus 2012  | 14 december 2012 | 17                               | 2,88 miljoen                           |
| 4       | 30 augustus 2013  | 20 december 2013 | 17                               | 2,63 miljoen                           |
| 5       | 29 augustus 2014  | 19 december 2014 | 17                               | 2,29 miljoen                           |
| 6       | 25 september 2015 | 29 januari 2016  | 17                               | 2,28 miljoen                           |
| 7       | 21 oktober 2016   | 17 februari 2017 | 17                               | 2,44 miljoen                           |
| 8       | 20 oktober 2017   | 16 februari 2018 | 17                               | 2,17 miljoen                           |
| 9       | 2 november 2018   | 22 februari 2019 | 17                               | 2,31 miljoen                           |
| 10      | 8 november 2019   | 28 februari 2020 | 17                               | 1,75 miljoen                           |
| 11      | 20 november 2020  | 26 maart 2021    | 17                               | 2,02 miljoen                           |
| 12      | 7 januari 2022    | 14 januari 2022  | opgeschort na twee afleveringen  | opgeschort na twee afleveringen        |

## Presentatie en voice-over
De presentatie van The voice of Holland ligt sinds seizoen 1 in handen van Martijn Krabbé. Tijdens de auditierondes van seizoen 1 gaf hij aan dat hij Wendy van Dijk, met wie hij al eerder programma's maakte, bij het programma wilde hebben. Vanaf de liveshows kon hij dan ook rekenen op de hulp van Van Dijk. Vanaf het tweede seizoen werd Van Dijk vaste presentatrice bij het programma. Krabbé presenteerde The Battles alleen, aangezien Van Dijk verhinderd was vanwege de opnames van Moordvrouw. Van Dijk was wel aanwezig bij de liveshows. Vanaf het tiende seizoen was de presentatie overgenomen door Chantal Janzen, door de overstap van Van Dijk naar Talpa.
Winston Gerschtanowitz nam vanaf seizoen 1 tijdens de liveshows de presentatie van de backstageruimte op zich; daar sprak hij met de finalisten en de fans. Jamai Loman deed dit vanaf seizoen 5 tot en met seizoen 9. Vanaf seizoen 10 nam Geraldine Kemper deze rol over.
Krabbé verzorgt tevens de voice-over, behalve tijdens seizoen 5 toen Edwin Evers dit deed. Evers verzorgde tevens met zijn band de muziek in de eerste drie seizoenen. Vanaf seizoen 4 heet de band The voice of Holland Band, onder leiding van pianist Jeroen Rietbergen.
| Presentator            | Seizoen          | Seizoen          | Seizoen          | Seizoen          | Seizoen          | Seizoen          | Seizoen          | Seizoen          | Seizoen          | Seizoen          | Seizoen          | Seizoen          | Seizoen       |
| Presentator            | 1                | 2                | 3                | 4                | 5                | 6                | 7                | 8                | 9                | 10               | 11               | 12               | 13            |
| Presentatoren          | Presentatoren    | Presentatoren    | Presentatoren    | Presentatoren    | Presentatoren    | Presentatoren    | Presentatoren    | Presentatoren    | Presentatoren    | Presentatoren    | Presentatoren    | Presentatoren    | Presentatoren |
| ---------------------- | ---------------- | ---------------- | ---------------- | ---------------- | ---------------- | ---------------- | ---------------- | ---------------- | ---------------- | ---------------- | ---------------- | ---------------- | ------------- |
| Martijn Krabbé         |                  |                  |                  |                  |                  |                  |                  |                  |                  |                  |                  |                  |               |
| Wendy van Dijk         | "Live"           |                  |                  |                  |                  |                  |                  |                  |                  |                  |                  |                  |               |
| Chantal Janzen         |                  |                  |                  |                  |                  |                  |                  |                  |                  |                  |                  |                  |               |
| Edson da Graça         |                  |                  |                  |                  |                  |                  |                  |                  |                  |                  |                  |                  |               |
| Winston Gerschtanowitz | backstage "Live" | backstage "Live" | backstage "Live" | backstage "Live" |                  |                  |                  |                  |                  |                  |                  |                  |               |
| Jamai Loman            |                  |                  |                  |                  | backstage "Live" | backstage "Live" | backstage "Live" | backstage "Live" | backstage "Live" |                  |                  |                  |               |
| Geraldine Kemper       |                  |                  |                  |                  |                  |                  |                  |                  |                  | backstage "Live" | backstage "Live" | backstage "Live" |               |
| Voice-overs            |                  |                  |                  |                  |                  |                  |                  |                  |                  |                  |                  |                  |               |
| Martijn Krabbé         |                  |                  |                  |                  |                  |                  |                  |                  |                  |                  |                  |                  |               |
| Edwin Evers            |                  |                  |                  |                  |                  |                  |                  |                  |                  |                  |                  |                  |               |

## Coaches
Op 17 juni 2010 werden de coaches voor het eerste seizoen bekendgemaakt: Roel van Velzen, Nick & Simon, Angela Groothuizen en Jeroen van der Boom. Hiermee bestond de jury uit vier artiesten die allemaal nog in de hitlijsten stonden, maar wel allemaal in een ander genre. John Ewbank werd verantwoordelijk voor de "TVOH" muziek. Van Velzen kon niet bij elke liveshow aanwezig zijn vanwege geplande concerten.
Marco Borsato verving Jeroen van der Boom in het tweede seizoen, omdat Van der Boom de overstap maakte naar SBS6. Trijntje Oosterhuis verving in het derde seizoen Angela Groothuizen. Oosterhuis was ook gevraagd voor het eerste seizoen, maar bedankte toen wegens een volle agenda.
In het vierde seizoen keerden Van Velzen en Nick & Simon niet terug, waarmee geen van de oorspronkelijke coaches nog deelnam aan het programma. In hun plaats voegden Ilse DeLange en Ali B zich bij het programma.
In het vijfde seizoen bleef de jury ongewijzigd, maar in seizoen zes werden Oosterhuis en DeLange vervangen door Anouk en Sanne Hans. Anouk was al eens benaderd voor het eerste seizoen, maar bedankte er destijds voor.
Vanaf seizoen zeven nam Guus Meeuwis de plaats van Borsato in en Waylon die van Anouk, aangezien het opnameschema niet met haar zwangerschap te combineren was. Meeuwis was al eerder gevraagd voor het programma, maar hij vond zichzelf toen niet geschikt als coach. Na het toch een kans te hebben gegeven, keerde hij niet terug in seizoen acht. Aanvankelijk zou Waylon slechts één seizoen blijven, omdat Anouk het stokje weer van hem over zou nemen na haar verlof, maar door het vertrek van Meeuwis, kon Waylon toch aanblijven. In het negende seizoen werd Hans vervangen door Lil' Kleine. Lil' Kleine werd op zijn beurt in het elfde seizoen vervangen door Jan Smit. Smit keerde niet terug in seizoen twaalf, omdat hij zich wilde focussen op zijn jubileum jaar in de muziek; hij werd opgevolgd door Glennis Grace. Door de programma toevoeging; The Comeback Stage, waarbij talenten werden geselecteerd die een tweede kans verdienden, kwam er in het twaalfde seizoen ook een extra coach duo bij; Maan en Typhoon.
Na de aantijgingen omtrent seksueel grensoverschrijdend gedrag en machtsmisbruik bij The voice of Holland, maakte Anouk op 16 januari 2022 bekend per direct te stoppen als coach. Na de tweede aangifte tegen Ali B schortte RTL de samenwerking met hem op.
Na een onderbreking van vier jaar keert The voice of Holland in januari 2026 terug op televisie. Van de coaches uit eerdere seizoenen is alleen Ilse DeLange opnieuw van de partij. Zij zou samen met Willie Wartaal, Suzan & Freek en Dinand Woesthoff het nieuwe coachteam vormen. Hiermee koos RTL voor een mix van gevestigde namen en nieuwe gezichten binnen het format. Nadat Suzan en Freek op 27 mei via hun sociale media bekendmaakte dat Freek ongeneeslijk ziek is, besloten ze zich terug te trekken. Echter maakte het duo op 4 juli via een Instagram-post bekend dat ze toch wel van de partij zullen zijn bij het aankomende seizoen in het voorjaar van 2026. 

### Overzicht
Hieronder een overzicht van de coaches per seizoen:
| Coach               | Seizoen | Seizoen | Seizoen | Seizoen | Seizoen | Seizoen | Seizoen | Seizoen | Seizoen | Seizoen | Seizoen | Seizoen | Seizoen |
| Coach               | 1       | 2       | 3       | 4       | 5       | 6       | 7       | 8       | 9       | 10      | 11      | 12      | 13      |
| ------------------- | ------- | ------- | ------- | ------- | ------- | ------- | ------- | ------- | ------- | ------- | ------- | ------- | ------- |
| Jeroen van der Boom |         |         |         |         |         |         |         |         |         |         |         |         |         |
| Angela Groothuizen  |         |         |         |         |         |         |         |         |         |         |         |         |         |
| Nick & Simon        |         |         |         |         |         |         |         |         |         |         |         |         |         |
| Roel van Velzen     |         |         |         |         |         |         |         |         |         |         |         |         |         |
| Marco Borsato       |         |         |         |         |         |         |         |         |         |         |         |         |         |
| Trijntje Oosterhuis |         |         |         |         |         |         |         |         |         |         |         |         |         |
| Ilse DeLange        |         |         |         |         |         |         |         |         |         |         |         |         |         |
| Ali B               |         |         |         |         |         |         |         |         |         |         |         |         |         |
| Anouk               |         |         |         |         |         |         |         |         |         |         |         |         |         |
| Sanne Hans          |         |         |         |         |         |         |         |         |         |         |         |         |         |
| Guus Meeuwis        |         |         |         |         |         |         |         |         |         |         |         |         |         |
| Waylon              |         |         |         |         |         |         |         |         |         |         |         |         |         |
| Lil' Kleine         |         |         |         |         |         |         |         |         |         |         |         |         |         |
| Ronnie Flex         |         |         |         |         |         |         |         |         |         |         |         |         |         |
| Jan Smit            |         |         |         |         |         |         |         |         |         |         |         |         |         |
| Glennis Grace       |         |         |         |         |         |         |         |         |         |         |         |         |         |
| Willie Wartaal      |         |         |         |         |         |         |         |         |         |         |         |         |         |
| Dinand Woesthoff    |         |         |         |         |         |         |         |         |         |         |         |         |         |
| Suzan & Freek       |         |         |         |         |         |         |         |         |         |         |         |         |         |

### Coaches en hun finalisten
 Team Jeroen
 Team Angela
 Team Nick & Simon
 Team Roel
 Team Marco
 Team Trijntje
 Team Ali
 Team Ilse
 Team Anouk
 Team Sanne
 Team Guus
 Team Waylon
 Team Lil' Kleine
 Team Jan
 Team Glennis
| Seizoen | Start             | Finale           | Winnende finalist                                                                                          | Tweede plaats                                                                                              | Derde plaats                                                                                               | Vierde plaats                                                                                              | Winnende coach                                                                                             | Presentatoren                 | Backstage              | Coaches (volgorde stoelen) | Coaches (volgorde stoelen) | Coaches (volgorde stoelen) | Coaches (volgorde stoelen) | Coaches (volgorde stoelen) |
| Seizoen | Start             | Finale           | Winnende finalist                                                                                          | Tweede plaats                                                                                              | Derde plaats                                                                                               | Vierde plaats                                                                                              | Winnende coach                                                                                             | Presentatoren                 | Backstage              | 1                          | 2                          | 3                          | 4                          |                            |
| ------- | ----------------- | ---------------- | --- | --- | --- | --- | --- | ----------------------------- | ---------------------- | -------------------------- | -------------------------- | -------------------------- | -------------------------- | -------------------------- |
| 1       | 17 september 2010 | 21 januari 2011  | Ben Saunders                                                                                               | Pearl Jozefzoon                                                                                            | Kim de Boer                                                                                                | Leonie Meijer                                                                                              | VanVelzen                                                                                                  | Martijn Krabbé Wendy van Dijk | Winston Gerschtanowitz | Jeroen                     | Angela                     | Nick & Simon               | VanVelzen                  |                            |
| 2       | 23 september 2011 | 20 januari 2012  | Iris Kroes                                                                                                 | Chris Hordijk                                                                                              | Erwin Nyhoff                                                                                               | Paul Turner                                                                                                | Marco Borsato                                                                                              | Martijn Krabbé Wendy van Dijk | Winston Gerschtanowitz | Marco                      | Angela                     | Nick & Simon               | VanVelzen                  |                            |
| 3       | 24 augustus 2012  | 14 december 2012 | Leona Philippo                                                                                             | Johannes Rypma                                                                                             | Floortje Smit                                                                                              | Ivar Oosterloo                                                                                             | Trijntje Oosterhuis                                                                                        | Martijn Krabbé Wendy van Dijk | Winston Gerschtanowitz | Marco                      | Trijntje                   | Nick & Simon               | VanVelzen                  |                            |
| 4       | 30 augustus 2013  | 21 december 2013 | Julia van der Toorn                                                                                        | Mitchell Brunings                                                                                          | Gerrie Dantuma                                                                                             | Jill Helena                                                                                                | Marco Borsato                                                                                              | Martijn Krabbé Wendy van Dijk | Winston Gerschtanowitz | Trijntje                   | Ali B                      | Ilse                       | Marco                      |                            |
| 5       | 29 augustus 2014  | 19 december 2014 | O'G3NE | Sjors van der Panne                                                                                        | Guus Mulder                                                                                                | Emmaly Brown                                                                                               | Marco Borsato                                                                                              | Martijn Krabbé Wendy van Dijk | Jamai Loman            | Ilse                       | Ali B                      | Marco                      | Trijntje                   |                            |
| 6       | 25 september 2015 | 29 januari 2016  | Maan de Steenwinkel                                                                                        | Dave Vermeulen                                                                                             | Brace | Jennie Lena                                                                                                | Marco Borsato                                                                                              | Martijn Krabbé Wendy van Dijk | Jamai Loman            | Anouk                      | Ali B                      | Sanne                      | Marco                      |                            |
| 7       | 21 oktober 2016   | 17 februari 2017 | Pleun Bierbooms                                                                                            | Isabel Provoost                                                                                            | Vinchenzo                                                                                                  | Thijs Pot                                                                                                  | Waylon | Martijn Krabbé Wendy van Dijk | Jamai Loman            | Waylon                     | Sanne                      | Ali B                      | Guus                       |                            |
| 8       | 20 oktober 2017   | 16 februari 2018 | Jim van der Zee                                                                                            | Samantha Steenwijk                                                                                         | Nienke Wijnhoven                                                                                           | Demi van Wijngaarden                                                                                       | Anouk | Martijn Krabbé Wendy van Dijk | Jamai Loman            | Waylon                     | Sanne                      | Ali B                      | Anouk                      |                            |
| 9       | 2 november 2018   | 22 februari 2019 | Dennis van Aarssen                                                                                         | Navarone                                                                                                   | Patricia van Haastrecht                                                                                    | Menno Aben                                                                                                 | Waylon | Martijn Krabbé Wendy van Dijk | Jamai Loman            | Lil'Kleine                 | Anouk                      | Ali B                      | Waylon                     |                            |
| 10      | 8 november 2019   | 28 februari 2020 | Sophia Kruithof                                                                                            | Stef Classens                                                                                              | Emma Boertien                                                                                              | Daphne van Ditshuizen                                                                                      | Anouk | Martijn Krabbé Chantal Janzen | Geraldine Kemper       | Lil'Kleine                 | Ali B                      | Anouk                      | Waylon                     |                            |
| 11      | 20 november 2020  | 26 maart 2021    | Dani van Velthoven                                                                                         | Sem Rozendaal                                                                                              | Nienke Fitters                                                                                             | Jasper Wever                                                                                               | Anouk | Martijn Krabbé Chantal Janzen | Geraldine Kemper       | Anouk                      | Ali B                      | Jan                        | Waylon                     |                            |
| 12      | 7 januari 2022    | 14 januari 2022  | Omdat er dit seizoen slechts twee blind audition afleveringen werden uitgezonden, waren er geen finalisten | Omdat er dit seizoen slechts twee blind audition afleveringen werden uitgezonden, waren er geen finalisten | Omdat er dit seizoen slechts twee blind audition afleveringen werden uitgezonden, waren er geen finalisten | Omdat er dit seizoen slechts twee blind audition afleveringen werden uitgezonden, waren er geen finalisten | Omdat er dit seizoen slechts twee blind audition afleveringen werden uitgezonden, waren er geen finalisten | Martijn Krabbé Chantal Janzen | Geraldine Kemper       | Ali B                      | Anouk                      | Glennis                    | Waylon                     |                            |

### Kandidaten liveshows
 = 1e plaats
 = 2e plaats
 = 3e plaats
 = 4e plaats

#### Seizoen 1
| Team Angela         | Team Nick & Simon | Team Jeroen        | Team Roel      |
| Kim de Boer         | Pearl Jozefzoon   | Leonie Meijer      | Ben Saunders   |
| Shary-An Nivillac   | Jennifer Ewbank   | Anne Hoogendoorn   | Esther Nijhove |
| Bart van Overbeek   | Nigel Brown       | Meike van der Veer | Lenny Keylard  |
| Nyssina Swerissen   | Johnny Rosenberg  | Raffaëla Paton     | Sarina Voorn   |
| Charlotte ten Brink | Shemsi Mushkolaj  | Ray Klaassen       | Joan Franka    |
| Wiep Laurenssen     | Davy & Joshua     | Kevin Okkema       | Kiki Vermeulen |

#### Seizoen 2
| Team Angela        | Team Nick & Simon | Team Marco        | Team Roel         |
| Erwin Nyhoff       | Chris Hordijk     | Iris Kroes        | Paul Turner       |
| Niels Geusebroek   | Charly Luske      | Sharon Doorson    | Wouter Vink       |
| Laura Estévez      | Marloes van Ommen | Bart Brandjes     | Michelle Flemming |
| Rodney Elzer       | Danjil Tuhumena   | Marieke Dollekamp | Guy Barzily       |
| Daniel van der Zee | Emmanuel Anning   | Nora Dalal        | Sacha van Beek    |
| Gino Emnes         | Jomy Boky         | Ivanildo Kembel   | Christopher Max   |

#### Seizoen 3
| Team Trijntje        | Team Nick & Simon | Team Marco        | Team Roel              |
| Leona Philippo       | Johannes Rypma    | Ivar Oosterloo    | Floortje Smit          |
| Sandra van Nieuwland | Maame Joses       | Barbara Straathof | Eyelar Mirzazadeh      |
| Tessa Belinfante     | Salome Pieris     | Anja Dalhuisen    | Marjet van den Brand   |
| Laurrhie Brouns      | Claudia de Graaf  | Babette van Vugt  | Sam "The Hedge" Holden |
| Velorisa Yorks       | Nicola Ebbink     | Omri Tindal       | Sifra Geesink          |
| Ron Link             | Marx Margono      | Niña van Dijk     | Randy Soewarno         |
| Patt Riley           | Mathijs Rumping   | Pomme van de Ven  | Katty Heath            |
| Denzel Dongen        | Janine Heines     | Jared Hiwat       | David Gonçalves        |

#### Seizoen 4
| Team Trijntje       | Team Ilse          | Team Ali B       | Team Marco          |
| Wudstik             | Mitchell Brunings  | Jill Helena      | Julia van der Toorn |
| Shirma Rouse        | Cheyenne Toney     | Jennifer Lynn    | Gerrie Dantuma      |
| Nicole Bus          | Coosje Smid        | Vince Irie       | Marel Bijveld       |
| Steffen Morrison    | Bylear Sumter      | Collin de Vries  | Marvin Kneefel      |
| Matt Heanes         | Darren van der Lek | Imelda Wallerlei | Fantine Thó         |
| Sanne Klein Horsman | Lizzy Ossevoort    | Annika Boxhoorn  | Grant Scott         |
| Nikay Agterhuis     | Gaby Boterkooper   | Yuli Minguel     | Steven de Geus      |
| Nikita Doornbosch   | Roy de Valk        | Jarno Ibarra     | Sarah van der Meer  |

#### Seizoen 5
| Team Trijntje    | Team Ilse           | Team Ali B       | Team Marco          |
| Emmaly Brown     | Duncan de Moor      | Guus Mulder      | O'G3NE              |
| David Dam        | Megan Brands        | April en Dr. Rum | Sjors van der Panne |
| Romy Monteiro    | Sietske Oosterhuis  | Ferry de Ruiter  | MELL                |
| Dennis Kroon     | Kelly Cossee        | Renee de Ruijter | Rob de Nijs         |
| Pim Kouwenhoven  | Angela Vergouwen    | Gabriella Massa  | Abigail Martina     |
| Sherefa Yorks    | Frank van Oudhuizen | Ruben Tarmidi    | Bella               |
| Daisy Van Lingen | Kimberly Janice     | Martha Hertogs   | Dynah Dettingmeijer |
| Eloy Smit        | Pip Alblas          | Vincent Vilouca  | Graziëlla Hunsel    |

#### Seizoen 6
| Team Sanne     | Team Anouk  | Team Ali B       | Team Marco          |
| Dave Vermeulen | Jennie Lena | Brace            | Maan de Steenwinkel |
| Ivan Peroti    | Neda Boin   | Ivar Vermeulen   | Melissa Janssen     |
| Daniël Kist    | [ 32 ]      | Gaia Aikman      | Jared Grant         |
|                | [ 32 ]      | Natacha Carvalho |                     |

#### Seizoen 7
| Team Sanne      | Team Guus        | Team Ali B         | Team Waylon     |
| Isabel Provoost | Thijs Pot        | Vinchenzo Tahapary | Pleun Bierbooms |
| Kirsten Berkx   | Leon Sherman     | Dwight Dissels     | Yerry Rellum    |
| Sheela          | Katell Chevalier | Roza Lozica        | Romy Weevers    |

#### Seizoen 8
| Team Sanne         | Team Anouk       | Team Ali B             | Team Waylon        |
| Samantha Steenwijk | Jim van der Zee  | Demi van Wijngaarden   | Kimberly Maasdamme |
| Aïrto              | Nienke Wijnhoven | Tjindjara Metschendorp | Silayio            |
| David van Rooij    | Gideon Luciana   | Ronald Klungel         | Marchiano          |

#### Seizoen 9
| Team Lil' Kleine   | Team Anouk     | Team Ali B  | Team Waylon             |
| Quido van de Graaf | Navarone       | Menno Aben  | Dennis van Aarssen      |
| Kimberly Fransens  | Mikki van Wijk | Sarah-Jane  | Patricia van Haastrecht |
| Talita Blijd       | Irene Dings    | Debrah Jade | Bryan B                 |

#### Seizoen 10
| Team Lil' Kleine  | Team Anouk      | Team Ali B            | Team Waylon   |
| Kes van den Broek | Sophia Kruithof | Daphne van Ditshuizen | Stef Classens |
| Danilo Kuiters    | Sanne Huisman   | Ayoub Maach           | Emma Boertien |
| April Darby       | C.J.            | Fatimazohra           | Robin Buijs   |

#### Seizoen 11
| Team Jan Smit | Team Anouk         | Team Ali B         | Team Waylon    |
| Jasper Wever  | Dani van Velthoven | Nienke Fitters     | Sem Rozendaal  |
| Dim de Groot  | Lucas van Roekel   | Alyssa van Ommeren | Channah Hewitt |

### Prestaties per coach
De winnaar van het eerste seizoen was Ben Saunders uit het team Van Velzen, een jaar later won Iris Kroes uit het team Borsato en het derde seizoen werd gewonnen door Leona Philippo uit het team Oosterhuis. Het jaar erop was Julia van der Toorn winnares, het vijfde seizoen won de meidengroep O'G3NE en het zesde seizoen werd gewonnen door Maan de Steenwinkel. Alle drie werden ze gecoacht door Borsato en hiermee leverde Borsato zijn vierde winnaar af van de vijf seizoenen dat hij coach was. Uit team Waylon won in het zevende seizoen Pleun Bierbooms. Seizoen acht werd gewonnen door Jim van der Zee uit team Anouk. Het negende seizoen werd gewonnen door Dennis van Aarssen uit team Waylon. Het tiende seizoen werd gewonnen door Sophia Kruithof uit team Anouk. Het elfde seizoen werd gewonnen door Dani van Velthoven eveneens uit team Anouk.
Hieronder staat een overzicht met de resultaten die de coaches hebben behaald. De positie in de lijst zegt niks over de plekken van hun kandidaten. Zo stond bijvoorbeeld Borsato in seizoen 5 met twee finalisten uiteindelijk op de eerste twee plekken. Hierdoor komt Ali B met z'n kandidaat die derde werd in z'n prestatie op de tweede plek.
(tabel bijgewerkt tot en met seizoen 11, 2020-2021)
| Plaats | Coach               | 1e | 2e | 3e | 4e | Aantal finalisten | Seizoenen |
| ------ | ------------------- | -- | -- | -- | -- | ----------------- | --------- |
| 1      | Marco Borsato       | 4  | 1  | 1  | 1  | 7                 | 5         |
| 2      | Anouk               | 3  | 1  | 1  | 1  | 6                 | 5         |
| 3      | Waylon              | 2  | 2  | 2  | -  | 6                 | 5         |
| 4      | Roel van Velzen     | 1  | -  | 1  | 1  | 3                 | 3         |
| 5      | Trijntje Oosterhuis | 1  | -  | -  | 1  | 2                 | 2         |
| 6      | Sanne Hans          | -  | 3  | -  | -  | 3                 | 3         |
| 6      | Nick & Simon        | -  | 3  | -  | -  | 3                 | 3         |
| 7      | Ilse DeLange        | -  | 1  | -  | -  | 1                 | 2         |
| 8      | Ali B               | -  | -  | 4  | 4  | 8                 | 8         |
| 9      | Angela Groothuizen  | -  | -  | 2  | -  | 2                 | 2         |
| 10     | Jan Smit            | -  | -  | -  | 1  | 1                 | 1         |
| 10     | Guus Meeuwis        | -  | -  | -  | 1  | 1                 | 1         |
| 10     | Jeroen van der Boom | -  | -  | -  | 1  | 1                 | 1         |
| 11     | Lil' Kleine         | -  | -  | -  | -  | 0                 | 2         |

## Singles finalisten
Hieronder de winnaars en de finalisten met de single die ze in de finale zongen. In seizoen 1 zongen de finalisten een eigen nummer. In seizoen 2, 3 en 4 een cover. Vanaf seizoen 5 zijn de finalesingles grotendeels weer originele nummers. In seizoen 5 won voor het eerst een groep het seizoen. Jennie Lena (seizoen 6) kon haar lied niet in het programma ten gehore brengen, omdat zij als eerste werd weggestemd in de finale. Haar single werd wel uitgebracht. Menno Aben (seizoen 9) kon zijn nummer ook niet in het programma uitvoeren. In seizoen 10 mochten alleen de laatste twee overgebleven talenten hun single ten gehore brengen.
In seizoen 11 mochten eveneens de laatste twee overgebleven talenten hun single ten gehore brengen.
| Positie    | Artiest                 | Lied                          |
| Seizoen 1  | Seizoen 1               | Seizoen 1                     |
| ---------- | ----------------------- | ----------------------------- |
| 1          | Ben Saunders            | Kill for a broken heart       |
| 2          | Pearl Jozefzoon         | You must really love me       |
| 3          | Kim de Boer             | Change                        |
| 4          | Leonie Meijer           | Lost in yesterday             |
| 5          | Kim de Boer             | Poker Face                    |
| Seizoen 2  |                         |                               |
| 1          | Iris Kroes              | I Can't Make You Love Me      |
| 2          | Chris Hordijk           | Time after time               |
| 3          | Erwin Nyhoff            | Nights in white satin         |
| 4          | Paul Turner             | Don't Stop Me Now             |
| 5          | Chris Hordijk           | MaMaSé! (single)              |
| Seizoen 3  |                         |                               |
| 1          | Leona Philippo          | Could you be loved            |
| 2          | Johannes Rypma          | When the Lady Smiles          |
| 3          | Floortje Smit           | Every Breath You Take         |
| 4          | Ivar Oosterloo          | Baby                          |
| 5          | Floortje Smit           | Hot N Cold                    |
| Seizoen 4  |                         |                               |
| 1          | Julia van der Toorn     | Age                           |
| 2          | Mitchell Brunings       | Arms of a Woman               |
| 3          | Gerrie Dantuma          | Beneath Your Beautiful        |
| 4          | Jill Helena             | Als alle lichten zijn gedoofd |
| 5          | Julia van der Toorn     | So What (Pink)                |
| Seizoen 5  |                         |                               |
| 1          | O'G3NE                  | Magic                         |
| 2          | Sjors van der Panne     | In het zicht van de haven     |
| 3          | Guus Mulder             | The Story behind the Song     |
| 4          | Emmaly Brown            | Stay or Go                    |
| 5          | O'G3NE                  | Toveren (K3)                  |
| Seizoen 6  |                         |                               |
| 1          | Maan de Steenwinkel     | Perfect World                 |
| 2          | Dave Vermeulen          | Found myself a Home           |
| 3          | Brace                   | Alleen                        |
| 4          | Jennie Lena             | Wasted Love                   |
| Seizoen 7  |                         |                               |
| 1          | Pleun Bierbooms         | What hurts the most           |
| 2          | Isabel Provoost         | Nothing                       |
| 3          | Vinchenzo Tahapary      | Steady Love                   |
| 4          | Thijs Pot               | Feel the love                 |
| Seizoen 8  |                         |                               |
| 1          | Jim van der Zee         | I'm on fire                   |
| 2          | Samantha Steenwijk      | Geef je weer aan mij          |
| 3          | Nienke Wijnhoven        | Ex's & Oh's                   |
| 4          | Demi van Wijngaarden    | I’ll never break your heart   |
| Seizoen 9  |                         |                               |
| 1          | Dennis van Aarssen      | Modern World                  |
| 2          | Navarone                | Perfect Design                |
| 3          | Patricia van Haastrecht | I Will Go                     |
| 4          | Menno Aben              | Happy Man                     |
| Seizoen 10 |                         |                               |
| 1          | Sophia Kruithof         | Alaska                        |
| 2          | Stef Classens           | Carried Away                  |
| Seizoen 11 |                         |                               |
| 1          | Dani van Velthoven      | Magical Powers                |
| 2          | Sem Rozendaal           | My Missing Piece              |

## Opnamelocaties
Blind Auditions
- De Vorstin (2010)
- Spant! (2011)
- Studio 24 (2012-2015, 2017-2020)
- Studio Baarn (2016)
- Studio 22 (2021-heden)

The Battles
- Westergasfabriek (2010-2011)
- Studio 24 (2012-2014, 2017, 2019-2020)
- SugarCity (2015-2016)
- Lichtfabriek (2018-2019)
- Studio 22 (2021-heden)

The Knockouts
- SugarCity (2015-2016)
- Studio 24 (2017-2020)
- Studio 22 (2021-heden)

Liveshows
- Studio Lukkien (2010-2011)
- Studio 22 (2011-heden)

## Gerelateerde series

### The Voice Kids
Op 27 januari 2012 ging The Voice Kids van start. Dit is dezelfde programmaformule, maar dan voor kinderen van acht tot en met veertien jaar. In seizoen 1 was de minimale leeftijd zes jaar. De presentatie kwam ook hier in handen van Martijn Krabbé en Wendy van Dijk, zij waren samen te zien tot seizoen acht. Hierna werd Van Dijk vervangen door Jamai Loman.

### The voice of Holland - Real Life
Naast de reguliere afleveringen van The voice of Holland was er tot 2012 ook een realityserie: The voice of Holland - Real Life, die elke woensdag werd uitgezonden gedurende de live-shows. Hierin kregen de kijkers van The voice of Holland een blik achter de schermen. Alle talenten werden in deze serie gevolgd door camera's. De bedoeling van deze realitysoap was de kijkers nader kennis te laten maken met de kandidaten.
De kandidaten werden gefilmd tijdens alles wat te maken heeft met The voice of Holland, zo ziet men hoe ze repeteren, oefenen en alles overleggen met hun coaches. Ook werden hun dagelijkse activiteiten gefilmd. Een aantal kandidaten bleef doorwerken, maar er kwamen ook fans, collega's, vrienden en familieleden aan het woord om iets over de deelnemers te vertellen.

### The voice of Holland - Singing Sunday
Tijdens seizoen 3 presenteerde Winston Gerschtanowitz samen met zangcoach Babette Labeij op zondagmiddag een interactieve talentenshow onder de noemer The voice of Holland - Singing Sunday.
In het programma werden eerst vier optredens van een aflevering van The voice of Holland vertoond. Daarna konden kijkers met behulp van een speciale app voor de smartphone hun zangkunsten in een opname van minimaal 30 seconden laten zien. Na het inzingen konden de beelden en de geluiden worden gedeeld naar de andere gebruikers. De leukste opnames werden in de volgende uitzending getoond.

### The Voice Senior
Op 24 augustus 2018 ging The Voice Senior van start. Dit is dezelfde programmaformule als van The Voice Kids en The voice of Holland, maar dan voor ouderen boven de zestig jaar oud. De presentatie van het eerste seizoen van het programma lag in handen van Martijn Krabbé en Wendy van Dijk. Hierna werd Van Dijk vervangen door Lieke van Lexmond.

### The Voice Family
Op 8 november 2018 ging de online zangcompetitie The Voice Family van start. Hierin vormden de vier coaches twee teams. Team 1 bestond uit Anouk en Ali B en team 2 uit Waylon en Lil Kleine. Het eerste seizoen werd gewonnen door de familie Soul2Soul uit het team van Anouk en Ali B. Het tweede werd gewonnen door The African Sisters uit team Waylon en Lil Kleine. The Voice Family werd in seizoen 9 en 10 parallel aan The voice of Holland uitgezonden en was te volgen via de app van het tv-programma en via YouTube.

## Prijzen
- Beeld en Geluid Award 2011, categorie multimedia[34]
- Beeld en Geluid Award 2011, categorie amusement (voor de Blind Auditions)[34]
- 100% NL Award, hit van het jaar 2012: "One Thousand Voices"[35]
- Gouden Televizier-Ring 2012[36]
- De TV-Beelden 2016, beste grote showprogramma

Daarnaast was het programma in 2011 genomineerd voor de Gouden Televizier-Ring, maar deze werd gewonnen door Voetbal International. Ook was het programma in 2012 genomineerd voor de Beeld en Geluid Award 2012 in de categorie Amusement Show, maar deze prijs ging naar X-Factor.

## Discografie

### Albums
| Album met eventuele hitnotering(en) in de Nederlandse Album Top 100 | Datum van verschijnen | Datum van binnenkomst | Hoogste positie | Aantal weken | Opmerkingen |
| ------------------------------------------------------------------- | --------------------- | --------------------- | --------------- | ------------ | ----------- |
| The voice of Holland - The songs 2010                               | 15-12-2010            | 18-12-2010            | 4               | 12           | Goud        |
| The voice of Holland - The songs 2011                               | 09-12-2011            | 17-12-2011            | 12              | 13           | Goud        |
| The voice of Holland - Seizoen 2 (Live show 5)                      | 06-01-2012            | 14-01-2012            | 58              | 1            |             |
| The voice of Holland - Seizoen 2 (Live show 6)                      | 13-01-2012            | 21-01-2012            | 41              | 1            |             |
| The voice of Holland - The Songs (Seizoen 3)                        | 16-11-2012            | 01-12-2012            | 90              | 1            |             |

### Singles
| Single met eventuele hitnotering(en) in de Nederlandse Top 40 | Datum van verschijnen | Datum van binnenkomst | Hoogste positie | Aantal weken | Opmerkingen |
| ------------------------------------------------------------- | --------------------- | --------------------- | --------------- | ------------ | --- |
| One thousand voices                                           | 16-09-2011            | 01-10-2011            | 1(1wk)          | 8            | gezongen door Marco Borsato, Angela Groothuizen, Nick & Simon & VanVelzen Nr. 1 in de Single Top 100 / Alarmschijf                                                                                   |
| Christmas hearts                                              | 13-12-2013            | 21-12-2013            | tip8            | -            | geschreven door Miss Montreal, gezongen door Wudstik, Mitchell Brunings, Shirma Rouse, Julia van der Toorn Gerrie Dantuma, Jennifer Lynn, Jill Helena & Cheyenne Toney / Nr. 29 in de Single Top 100 |